# Almost Family
Almost Family où Presque une famille au Québec est une série télévisée américaine en treize épisodes d'environ 43 minutes basée sur la série télévisée australienne Sisters (en), développée par Annie Weisman et diffusée du 2 octobre 2019 au 22 février 2020 sur le réseau Fox.
En France, la série a été diffusée entre le 14 mars et le 25 avril 2020 sur Altice Studio, et au Québec sur Elle Fictions. Elle reste toutefois inédite dans les autres pays francophones.

## Distribution
- Brittany Snow (VF : Karine Foviau) : Julia Bechley, directrice des communications pour la clinique de fertilité de son père
- Megalyn Echikunwoke (VF : Fily Keita) : Edie Palmer, l'une des demi-sœurs de Julia, avocate de la défense pénale
- Emily Osment (VF : Camille Donda) : Roxy Doyle, l'une des demi-sœurs de Julia, une ancienne gymnaste
- Mo McRae (VF : Stanislas Forlani) : Tim Moore, le mari d'Edie, qui est également un avocat de la défense pénale du même cabinet d'avocats et l'ex-petit ami de Julia
- Mustafa Elzein (VF : Julien Allouf) : Dr Isaac Abadi, un employé de la clinique Bechley qui est le bras droit de Leon
- Victoria Cartagena (en) (VF : Marie Giraudon) : Amanda Doherty, la femme avec laquelle Edie trompe son mari et la procureure adjointe chargé de poursuivre Leon en justice
- Timothy Hutton (VF : Georges Caudron) : Leon Bechley, un médecin de fertilité et le père de Julia, accusé d'avoir engendré des dizaines d'enfants à l'insu ou sans le consentement de ses patients
- Tamara Tunie (VF : Frédérique Cantrel) : Genevieve

Source et légende : version française (VF) sur Doublage Séries Database

## Production
En mars 2020, Fox a annulé la série après une saison.

## Épisodes
| #  | Titre français Titre original             | Réalisé par                | Écrit par                          | Diffusion originale |
| -- | ----------------------------------------- | -------------------------- | ---------------------------------- | ------------------- |
| 1  | Ma nouvelle famille Pilot                 | Leslye Headland            | Annie Weisman                      | 2 octobre 2019      |
| 2  | Demi-famille Related AF                   | Randy Zisk                 | Annie Weisman                      | 9 octobre 2019      |
| 3  | Les célébrités de la famille Notorious AF | Jonathan Brown             | Ian Deitchman et Kristin Robinson  | 16 octobre 2019     |
| 4  | Mensonges en famille Fake AF              | Michael Weaver             | Ellen Fairey                       | 13 novembre 2019    |
| 5  | Famille à risque Risky AF                 | Kellie Cyrus               | Joshua Allen                       | 20 novembre 2019    |
| 6  | Ma famille casher Kosher AF               | Tricia Brock               | Michelle Lirtzman                  | 27 novembre 2019    |
| 7  | Repas de famille Thankful AF              | Catalina Aguilar Mastretta | Abdi Nazemian                      | 28 novembre 2019    |
| 8  | Famille biologique Fertile AF             | Peter Sollett              | Annie Weisman                      | 11 décembre 2019    |
| 9  | Ma famille réhabilitée Rehabilitated AF   | Arlene Sanford             | Ian Deitchman et Kristin Robinson  | 1er janvier 2020    |
| 10 | Une famille courageuse Courageous AF      | Tim Bellen                 | Zina Camblin                       | 8 janvier 2020      |
| 11 | Rencontres familiales Generational AF     | Linda Mendoza              | Ellen Fairey                       | 15 janvier 2020     |
| 12 | Ma famille permanente Permanent AF        | Kimberly McCullough        | Joshua Allen                       | 22 février 2020     |
| 13 | L'Avenir de la famille Expectant AF       | Randy Zisk                 | Annie Weisman et Michelle Lirtzman | 22 février 2020     |